# جهت رانندگی در کشورهای گوناگون

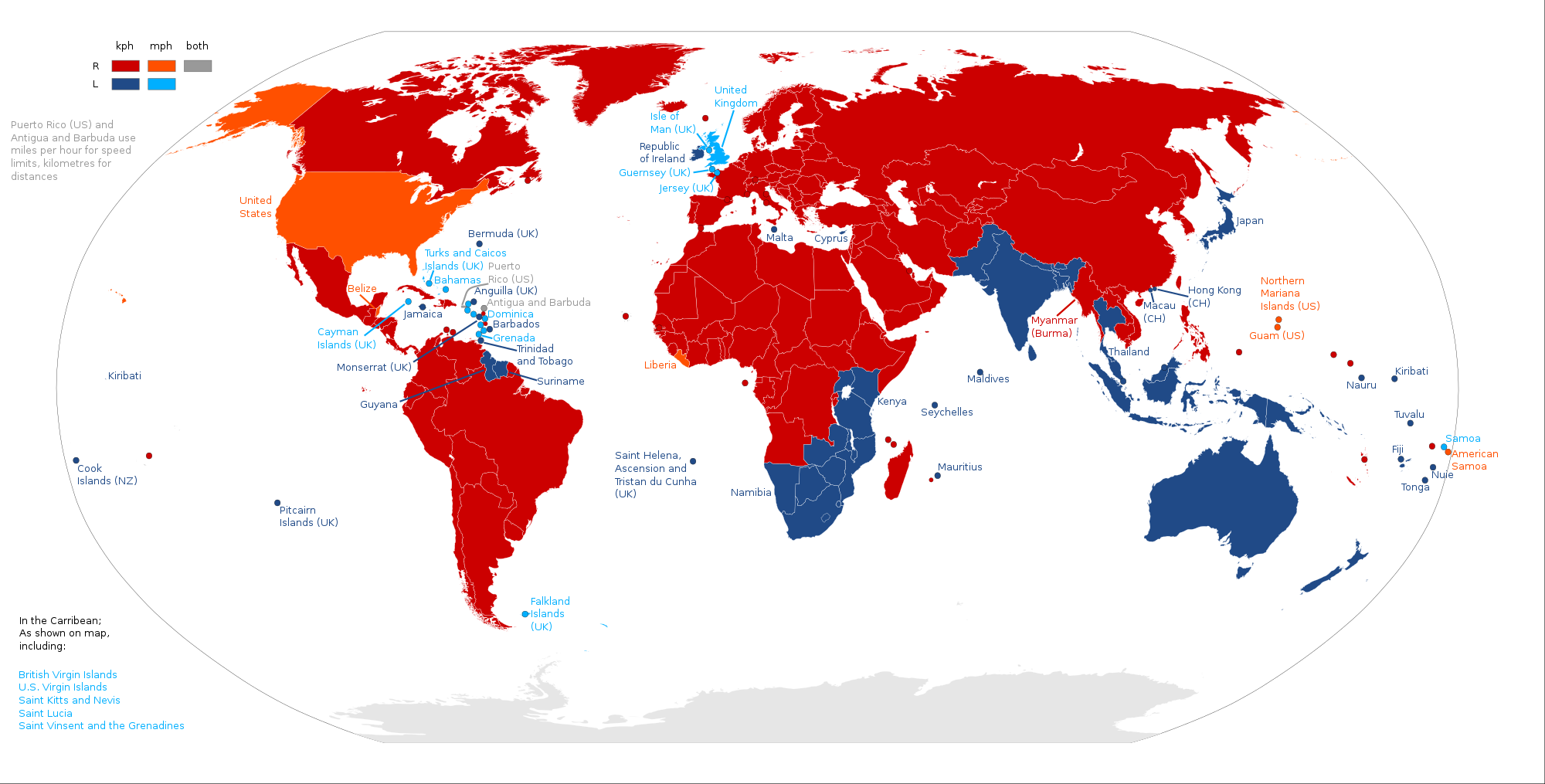
نقشه کشورهای جهان بر پایه جهت رانندگی و واحد دوری
رانندگی در سمت چپ/کیلومتر
رانندگی در سمت چپ/مایل
رانندگی در سمت راست/کیلومتر
رانندگی در سمت راست/مایل
رانندگی در سمت راست/مایل در ساعت برای بیشینه سرعت و کیلومتر برای دوری

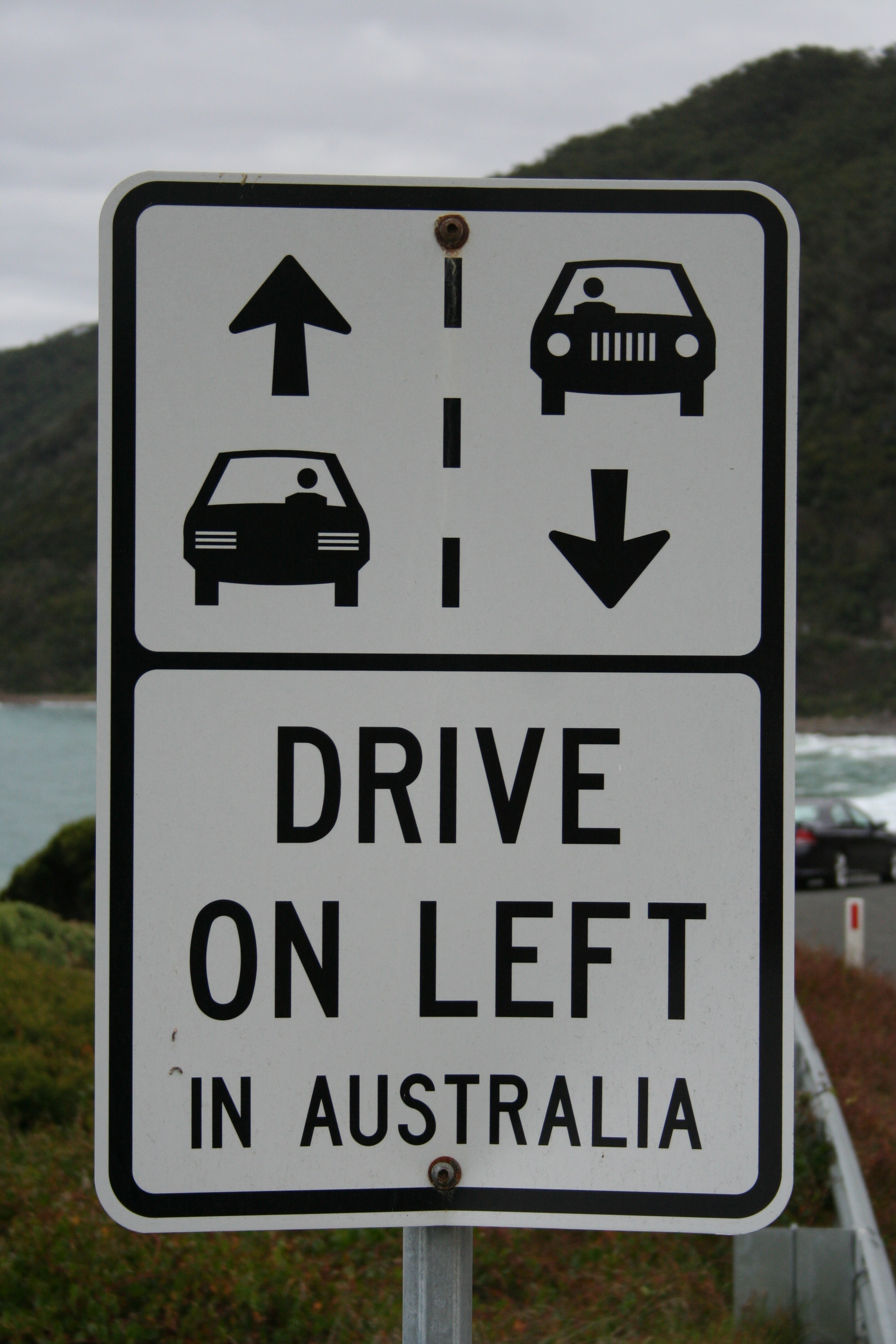
رانندگی راست-فرمان (رانندگی سمت چپ) در استرالیا

در بسیاری کشورها از جمله ایران، خودروها همیشه در سمت راست جاده‌های دوطرفه حرکت می‌کنند و فرمان خودرو در سمت چپ آن قرار دارد (چپ-فرمان).
در مقابل در برخی کشورها خودروها راست-فرمان بوده و جهت حرکت خودروها در راه‌های دوطرفه در سمت چپ راه است. از مهم‌ترین این کشورها می‌توان به بریتانیا، استرالیا، ژاپن، نیوزیلند، هند، و پاکستان اشاره کرد. بیش از یک سوم (۳۴ درصد) از جمعیت جهان در این گروه قرار می‌گیرند. بیشتر این کشورها مستعمره بریتانیا بوده یا هستند.
در واقع اعضای اتحادیه کشورهای همسود به استثنای کانادا، جهت رانندگی در سمت چپ جاده است و خودروها راست-فرمان هستند. البته کامرون، نیجریه و غنا، بعدها جهت رانندگی خود را به راست تغییر دادند. به جز کشورهای همسود، ژاپن و تایلند (دو کشوری که هرگز مستعمره نبوده‌اند) نیز در این گروه جای دارند.

## ریشه تاریخی
در زمان‌های گذشته افراد معمولاً شمشیر خود را سمت چپ می‌بستند و برای جلوگیری از برخورد با شمشیر کسی که از طرف مقابل می‌آید از سمت چپ پیاده‌رو حرکت می‌کردند (همان جهت خودروهای انگلیسی). اسب‌سواران هم هنگام پیاده و سوار شدن در کناره راه با استفاده از پای راست در این جهت راحت‌تر بودند.
کالسکه از همین روال در سراسر اروپا پیروی می‌کردند. در فرانسه مردم معمولی از کنار خیابان و سمت چپ و کالسکه های اشراف از میان خیابان (باند سبقت) گذر می‌کردند. پس از انقلاب فرانسه سامانه کاست شکسته شد و دیگر کالسکه سواری وجود نداشت و مردم عادی هم تمایلی به حفظ جهت سابق در حرکت نداشتند و این سامانه را برهم زدند. این نظام رفت و آمد را انگلستان و فرانسه بعداً به مستعمرات خود گسترش دادند.
امروزه نیز این دوگانگی ترافیکی وجود دارد. برخی کشورها پیش از این جهت ترافیک خود را تغییر داده‌اند؛ ولی این تغییر عمدتاً در نیمه نخست سده ۲۰ (میلادی) صورت گرفته‌است و انجام آن در جامعه امروز با توجه به حجم رفت و آمد خودروها، غیرممکن به نظر می‌رسد. این مشکل مانع مسافرت آزادنه گردشگران می‌شود. چرا که حتی در صورت تغییر وسیله نقلیه باز هم عادت رانندگی آنان خطر ساز خواهد بود.

## کشورها با جهت رانندگی در چپ
این فهرست ۷۶ کشور جهان است که خودروها در آنها در سمت چپ راه، رانندگی می‌کنند.

### آسیا
- بنگلادش
- بوتان
- برونئی
- تیمور شرقی
- هنگ کنگ
- هند
- اندونزی
- ژاپن
- ماکائو
- مالزی
- نپال
- پاکستان
- سنگاپور
- سری‌لانکا
- تایلند

### آفریقا
- بوتسوانا
- سوازیلند
- کنیا
- لسوتو
- مالاوی
- موریس
- موزامبیک
- نامیبیا
- سیشل
- آفریقای جنوبی
- تانزانیا
- اوگاندا
- زامبیا
- زیمبابوه

### استرالیا و اقیانوسیه
- استرالیا
- جزیره کریسمس (استرالیا)
- جزایر کوکوس (استرالیا)
- جزایر کوک (نیوزیلند)
- فیجی
- کیریباتی
- نائورو
- نیوزیلند
- نیووی
- جزیره نورفک (استرالیا)
- پاپوآ گینه نو
- جزایر پیت‌کرن (سرزمین فرادریایی بریتانیا)
- جزایر سلیمان
- ساموآ (از ۱ سپتامبر ۲۰۰۹ (میلادی))
- توکلائو (نیوزیلند)
- تونگا
- تووالو

### اروپا
- گورنسی (جزیره وابسته به تاج‌وتخت بریتانیا)
- جمهوری ایرلند
- جزیره من (جزیره وابسته به تاج‌وتخت بریتانیا)
- جرزی (جزیره وابسته به تاج‌وتخت بریتانیا)
- مالت
- بریتانیا
- قبرس

### آمریکای جنوبی
- گویان
- سورینام

### هند غربی
- آنگویلا (سرزمین فرادریایی بریتانیا)
- آنتیگوآ و باربودا
- باهاما
- باربادوس
- جزایر ویرجین بریتانیا (سرزمین فرادریایی بریتانیا)
- جزایر کیمن (سرزمین فرادریایی بریتانیا)
- دومینیکا
- گرنادا
- جامائیکا
- مونتسرات (سرزمین فرادریایی بریتانیا)
- سنت کیتس و نویس
- سنت لوسیا
- سنت وینسنت و گرنادین‌ها
- ترینیداد و توباگو
- جزایر تورکس و کایکوس (سرزمین فرادریایی بریتانیا)
- جزایر ویرجین ایالات متحده آمریکا (ایالات متحده آمریکا)

### آبخوست‌های اقیانوس اطلس
- برمودا (سرزمین فرادریایی بریتانیا)
- جزایر فالکلند (سرزمین فرادریایی بریتانیا)
- سنت هلنا، اسنشن و تریستان دا کونا (سرزمین فرادریایی بریتانیا)
- جزایر جورجیای جنوبی و ساندویچ جنوبی (سرزمین فرادریایی بریتانیا)

### آبخوست‌های اقیانوس هند
- مالدیو
- موریس
- سیشل

## نگارخانه

پویانمایی از شیوه حرکت خودروها در کشورهایی که خودروها در جاده‌های دو طرفه، از سمت چپ حرکت می‌کنند و راننده در سمت راست خودرو می‌نشیند. در این سامانه رفت و آمد، جهت چرخش خودروها در دور میدان‌ها و فلکه ها، ساعت‌ گرد است.
در بیشتر کشورها، خودروها در جاده‌های دو طرفه، از سمت راست حرکت می‌کنند و راننده در سمت چپ خودرو می‌نشیند ، جهت چرخش خودروها در دور میدان‌ها و فلکه‌ها، پاد ساعت گرد است.